# Wojciech Prus
Wojciech Prus OP (ur. 10 kwietnia 1964 w Poznaniu) – polski dominikanin, patrolog, duszpasterz dzieła Lednica 2000 (2016-2022).

## Życiorys
Wstąpił do zakonu w 1984. Jako nastolatek uczęszczał do prowadzonego przez o. Jana Górę duszpasterstwa młodzieży przy poznańskim klasztorze i na odprawiane przez niego niedzielne msze święte o godzinie 17 – popularne „siedemnastki”.
Po maturze wstąpił do Zakonu Kaznodziejskiego. Święcenia kapłańskie przyjął 2 czerwca 1990. Studiował patrystykę w  Instytucie Patrystycznym Augustinianum przy Papieskim Uniwersytecie Laterańskim w Rzymie. W latach 1994–1998 duszpasterz krakowskiej „Beczki”, od 1998 w Warszawie był odpowiedzialny za sprawy gospodarcze Polskiej Prowincji Dominikanów, od 2006 roku mieszka w Poznaniu, był dyrektorem Wydawnictwa Polskiej Prowincji Dominikanów „W drodze” oraz subprzeorem poznańskiego klasztoru.  Ceniony spowiednik, autor bajek dla dzieci, w wolnych chwilach lubi rysować i malować. Wierny kibic piłkarskiej drużyny Lecha Poznań. Wspólnie z o. Pawłem Kozackim OP wydał książkę-rozmowę Spowiedź bez końca. O grzechu, pokucie i nowym życiu (wyd. W drodze, Poznań 2010).
Od 2016 był duszpasterzem dzieła Lednica 2000. W 2022 został duszpasterzem grupy Paleolit przy klasztorze w Poznaniu. 